# ニュー・イングリッシュ・アート・クラブ

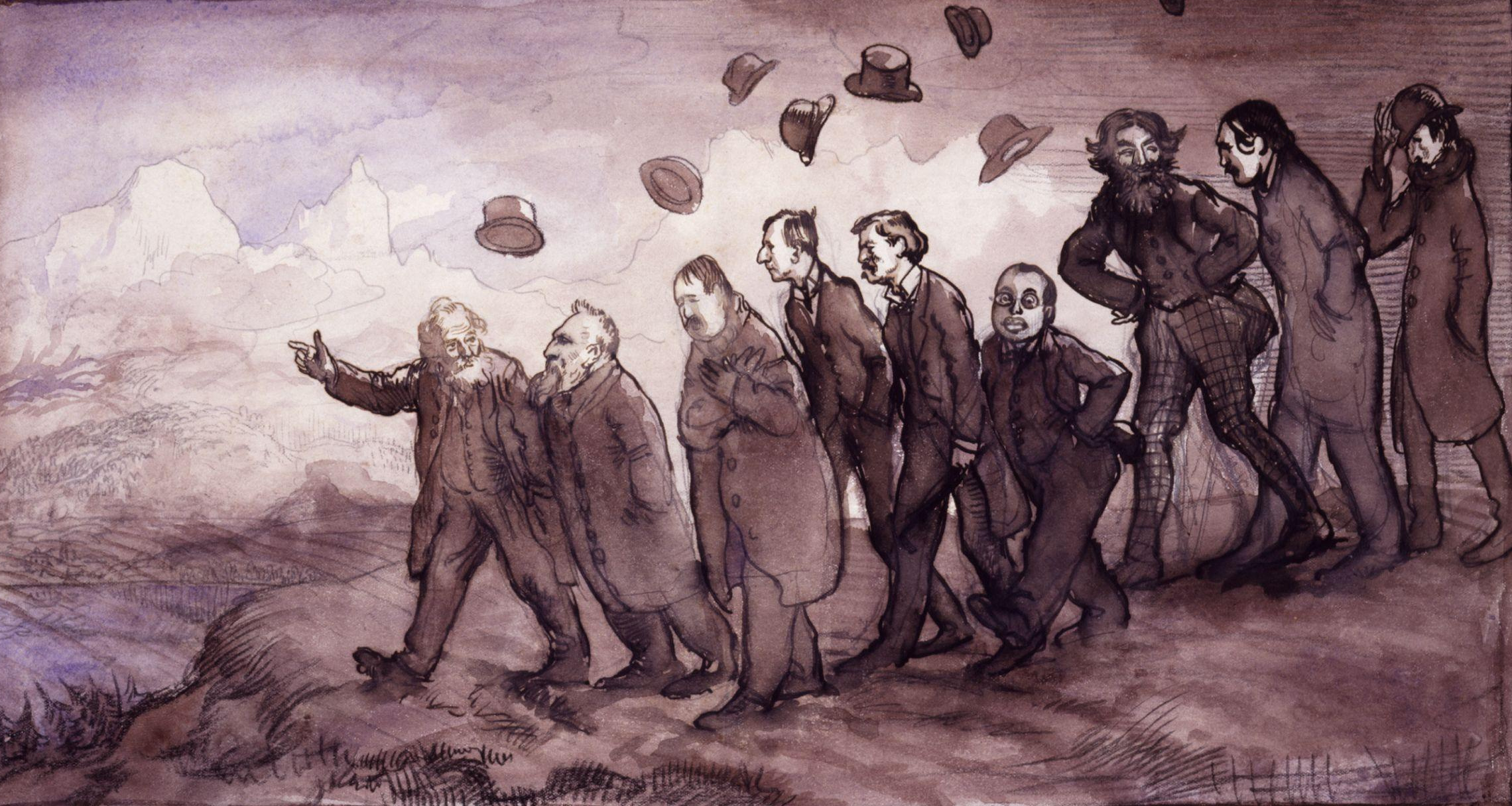
NEACに参加した美術家の似顔絵
(画)ウィリアム・オーペン

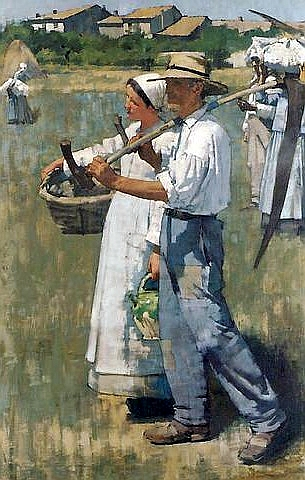
H.H.ラ・タングの"In The Dauphiné"

ニュー・イングリッシュ・アート・クラブ（New English Art Club:略称 NEAC）はイギリスの職業画家の協会で、イギリス芸術家連盟（Federation of British Artists:略称 FBA）に所属している。1885年にロイヤル・アカデミー・オブ・アーツ（王立美術院:略称 RA）の保守的な運営に反対する美術家たちによって創設された。現在はロンドンのモール・ギャラリーズに他の9つのFBAに属する組織と入居している。毎年定例の展覧会を開いている。

## 歴史
1885年に創立された。創立メンバーは国外で美術を学んだ若い芸術家たちであった。主なメンバーはジョン・シンガー・サージェント(1856-1925)、スタンホープ・フォーブス(1857–1947)、トーマス・クーパー・ゴッチ(1854-1931)らで、彼らはパリで修行し、当時レイトン男爵フレデリック・レイトン(1830-1896)らによって運営されていたロイヤル・アカデミー・オブ・アーツに不満を持っていた。ロイヤル・アカデミー・オブ・アーツの定例展覧会に対抗する展覧会を1886年4月に Egyptian Hallで開き、約50人の美術家が参加した。
最初の展覧会で、大きな話題と議論を呼んだのはヘンリー・ハーバート・ラ・タング（Henry Herbert La Thangue:1859-1929）の農民夫妻を描いた"In The Dauphiné"であった。H.H.ラ・タングは会を、より拡大する野心を持ち、小規模な会員で運営することを望む、会の指導的立場のレイドリー(William James Laidlay:1846-1912)と論争を起こした。H.H.ラ・タングの計画は資金不足で実現しなかった。
主に印象派の画家たちはNEACの展覧会に出展することになり、ロイヤル・アカデミーにはアカデミック絵画の画家たちが出展することになった。そのため初期には、スタンホープ・フォーブスはロイヤル・アカデミーの会員に選ばれたが、トーマス・クーパー・ゴッチはRAの会員となることはできなかったという時代があったが、その後それぞれの展覧会に出展される作品の傾向が変化し、両方の展覧会に参加するのは普通となった。
19世紀の終わりから20世紀の始めにかけて、ウォルター・シッカートやオーガスタス・ジョン、ヘンリー・トンクスといった有名な画家が会員となった。1920年代にはスタンレー・スペンサーらが会員となり、ウィリアム・ローゼンステインらのポスト印象派の画家も会員となった。

## 主な会員
- ジョージ・クラウゼン (1852–1944)
- アレキサンダー・マン (1853–1908)
- トーマス・クーパー・ゴッチ (1854–1931)
- ウィリアム・ヨーク・マクレガー (1855–1923)
- ジョン・シンガー・サージェント (1856–1925)
- スタンホープ・フォーブス (1857–1947)
- シドニー・スター (1857–1925)
- フランク・ブラムリー (1857–1915)
- リンゼー・バーナード・ホール (1859-1935)
- ウォルター・シッカート (1860–1942)
- フィリップ・ウィルソン・スティーア (1860–1942)
- ソロモン・ジョセフ・ソロモン  (1860-1927)
- ヘンリー・トンクス (1862–1937)
- ジャック＝エミール・ブランシュ (1862–1942)
- ヘンリー・ストレイチー (1863–1923)
- リュシアン・ピサロ (1863-1944)
- アレクサンダー・ロシュ (1863–1921)
- アルバート・ジュリアス・オルソン (1864-1942)
- アンブローズ・マケボイ (1877-1927)
- オーガスタス・ジョン (1878–1961)
- ネヴィル・ブルワー＝リットン (1879–1951)
- ジェームズ・ディクソン・イネス (1887-1914)
- ポール・ナッシュ (1889–1946)
- ウィニフレッド・ナイツ (1899–1947)

## ギャラリー
- NEACの審査風景
(画)ウィリアム・オーペン
- NEACの会員
(画）Donald Graeme MacLaren